# Uber Files

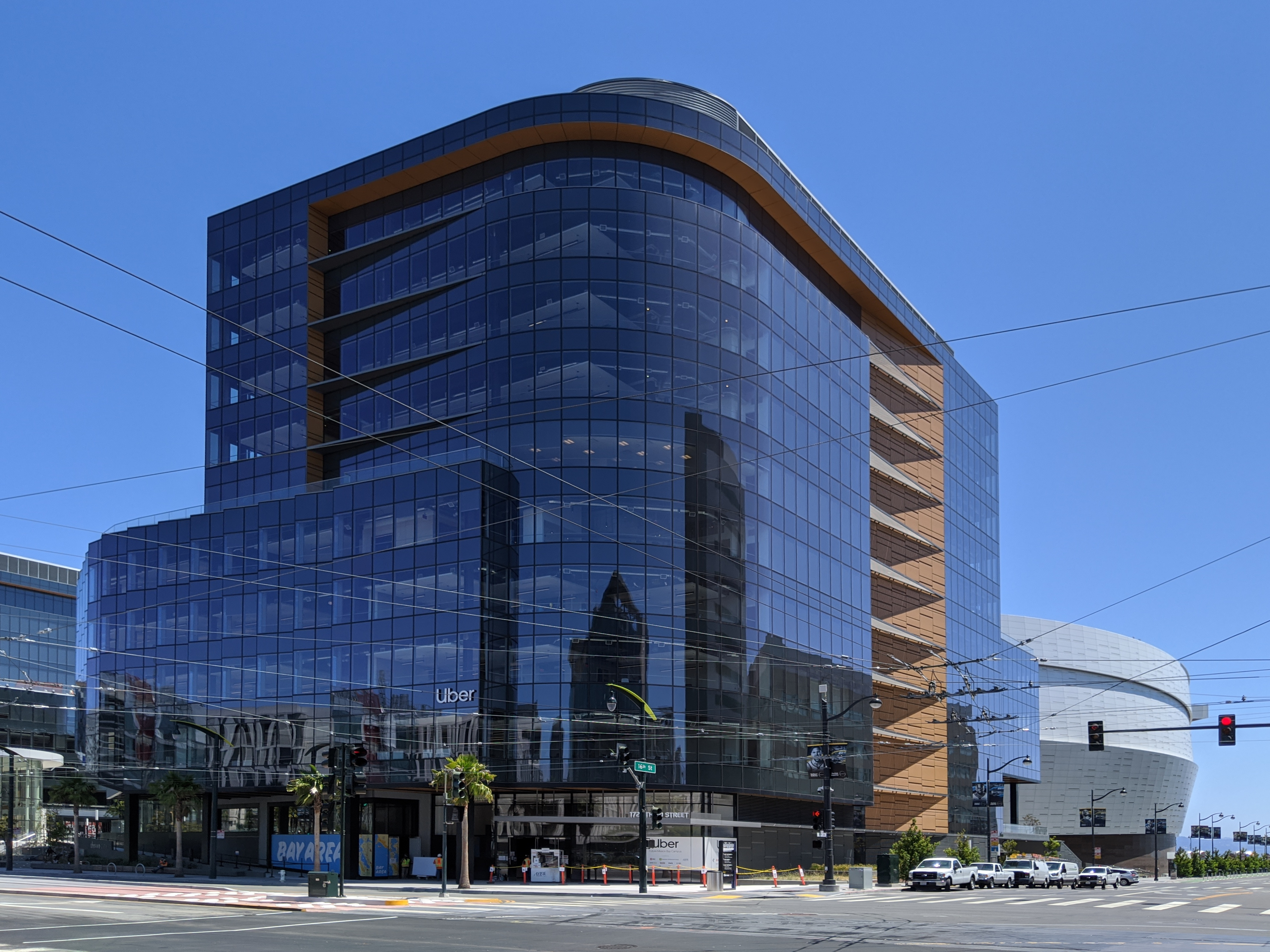
Sede centrale di Uber, San Francisco

Gli Uber Files sono un database trapelato delle attività di Uber in circa 40 paesi dal 2013 al 2017, fatto trapelare dall'ex dirigente senior Mark MacGann, che ammette di essere "parzialmente responsabile",  e pubblicato da The Guardian il 10 luglio 2022, che ha condiviso il database di oltre 124.000 file con l' International Consortium of Investigative Journalists (ICIJ) e altri 42 organi di stampa.     Includevano e-mail, iMessage e messaggi WhatsApp inviati tra i suoi dirigenti senior, nonché promemoria, presentazioni e altri documenti interni.  I documenti hanno rivelato tentativi di fare lobbying su personaggi potenti, tra cui George Osborne, ex Cancelliere dello Scacchiere, il cancelliere tedesco Olaf Scholz durante il suo mandato da sindaco di Amburgo, in Germania, e il presidente degli Stati Uniti Joe Biden durante la sua vicepresidenza, insieme a Emmanuel Macron che ha segretamente aiutato Uber a fare lobbying in Francia durante il suo incarico di gabinetto nel governo francese. I file documentano anche l'uso di strumenti come il "greyball", utilizzato per fuorviare la polizia locale, e un kill switch utilizzato durante le incursioni della polizia per nascondere i dati. L'ex CEO di Uber Travis Kalanick ha respinto le preoccupazioni di altri dirigenti secondo cui inviare gli autisti Uber a una protesta in Francia li avrebbe messi a rischio di violenza da parte di oppositori arrabbiati nel settore dei taxi, affermando "Penso che ne valga la pena, la violenza garantisce il successo"..

## Contenuto

### Lobbying
I dirigenti di Uber hanno incontrato numerosi capi di stato, spesso bypassando i sindaci e le autorità dei trasporti che avrebbero dovuto regolamentarli. Tra questi, il presidente francese Emmanuel Macron, il presidente degli Stati Uniti Joe Biden, il primo ministro irlandese Enda Kenny, il primo ministro israeliano Benjamin Netanyahu, il primo ministro britannico Boris Johnson e l'ex cancelliere del Regno Unito George Osborne . 
Messaggi tra Macron e il co-fondatore di Uber, Travis Kalanick, suggeriscono che Macron potrebbe aver segretamente aiutato Uber ad espandersi in Francia quando era ministro dell'Economia, con Macron che avrebbe persino dichiarato all'azienda di aver mediato un accordo segreto con i suoi oppositori nel governo francese. Quando la polizia francese ha vietato uno dei servizi di Uber a Marsiglia, Macron avrebbe detto a Mark MacGann, capo lobbista di Uber in Europa, che avrebbe esaminato personalmente la questione. Il divieto è stato revocato due giorni dopo.  
George Osborne, allora cancelliere del Regno Unito, è stato descritto come "un forte sostenitore" a cui "piaceva credere di essere responsabile dell'esito positivo della consultazione di TfL" (la decisione di Transport for London di abbandonare i piani per inasprire la regolamentazione). 
Neelie Kroes, ex responsabile digitale dell'UE, è stata accusata di aver aiutato segretamente Uber facendo pressioni sui politici olandesi, tra cui il primo ministro Mark Rutte, durante il suo "periodo di riflessione" di 18 mesi dopo aver lasciato la Commissione europea . Pur negando qualsiasi illecito, un lobbista di Uber ha detto ai colleghi che la sua relazione era "altamente confidenziale e non doveva essere discussa al di fuori di questo gruppo". Un altro messaggio affermava che "il suo nome non dovrebbe mai comparire su un documento, interno o esterno". Allo stesso tempo, la sua richiesta di lavorare formalmente per Uber è stata respinta dal presidente della Commissione europea Jean-Claude Juncker.. 
I dirigenti di Uber hanno anche criticato i leader che si sono opposti ai loro lobbisti, definendo Olaf Scholz (allora sindaco di Amburgo ) "un vero comico" per aver insistito affinché gli autisti ricevessero un salario minimo.  Manuel Valls, ex primo ministro francese, veniva definito privatamente "nemico numero 1" e un oppositore "deciso".  Kalanick ha anche criticato Joe Biden, all'epoca vicepresidente degli Stati Uniti, per essere arrivato in ritardo a una riunione. 
I documenti trapelati hanno dimostrato che Uber ha lanciato un'offensiva di seduzione contro i principali magnati dei media in Europa e India, al fine di ottenere un trattamento più favorevole dai rispettivi governi. Ha preso di mira i proprietari di pubblicazioni come il Daily Mail del Regno Unito, Les Echos in Francia, La Repubblica e L'Espresso in Italia, Die Welt e Bild in Germania e The Times of India . 
Secondo Le Monde, Uber avrebbe assunto Avisa Partners, all'epoca nota come iStrat, per manipolare il dibattito pubblico a favore di Uber. I documenti trapelati mostrano che iStrat ha pubblicato 19 articoli falsi su 13 siti web, tra cui Challenges, Les Echos e Le Journal du Net [ fr ] e Mediapart, durante novembre e dicembre 2014, mentre un caso legale riguardante UberPop era in esame presso il Tribunal de commerce de Paris . 

### Interruttore di spegnimento
Quando gli uffici di Uber sono stati perquisiti dalla polizia o dalle agenzie di regolamentazione, è stato utilizzato un "kill switch" per interrompere l'accesso ai sistemi dati.  Questa tecnica è stata utilizzata in Francia, Paesi Bassi, Belgio, India, Ungheria e Romania. Il Guardian ha riportato e-mail di Kalanick e del direttore legale per l'Europa, Zac de Kievit, che chiedevano al personale IT di interrompere l'accesso ai computer. Ad esempio, è stato riferito che quando l'autorità di regolamentazione della concorrenza francese, la DGCCRF, ha fatto irruzione negli uffici di Uber a Parigi, de Kievit ha chiesto a un ingegnere in Danimarca di "interrompere l'accesso ora". Procedure simili sono state utilizzate a Bruxelles e Amsterdam per impedire alla polizia di accedere alle prove. Nei Paesi Bassi, de Kievit è stato arrestato e multato di 750 euro per "inosservanza di un ordine ufficiale". 
L'azienda sostiene che i kill switch non avevano lo scopo di ostacolare la giustizia, ma piuttosto di proteggere la proprietà intellettuale, la privacy dei clienti e il giusto processo. Ha inoltre affermato che nessun dato è stato eliminato definitivamente e che era disponibile per essere successivamente ottenuto dalle autorità. 

### Greyball
Attraverso l'uso di uno strumento denominato Greyball, Uber è stata in grado di prendere di mira individui selezionati, ad esempio la polizia locale, con una versione falsa dell'app che mostrava auto false che non sarebbero mai arrivate se contattate. Questo è stato sviluppato con l'intento di eludere la legge laddove le pratiche dell'azienda erano state ritenute illegali. Greyball è stato implementato in paesi come Belgio, Paesi Bassi, Germania, Spagna e Danimarca, con la conoscenza di dirigenti senior come Kalanick e Pierre-Dimitri Gore-Coty.   Uber ha dichiarato di aver smesso di utilizzare l'app nel 2017. 

### Tassazione
Al dirigente londinese Fraser Robinson fu chiesto di trasferirsi ad Amsterdam per convincere gli esattori delle tasse del Regno Unito che la società non era gestita in parte nel Regno Unito. (Secondo la legge britannica, essere gestita in parte nel Regno Unito, ad esempio avendo dirigenti senior a Londra, renderebbe una società tassabile nel Regno Unito.) Si rifiutò di trasferirsi, forse per motivi familiari, e si dimise. 

### Sicurezza dei passeggeri
Il 5 dicembre 2014, un passeggero è stato aggredito dall'autista di un taxi Uber a Nuova Delhi . In seguito a ciò, Uber è stata temporaneamente ritirata e poi costretta a gestire le operazioni tramite una filiale indiana. Uber ha anche avuto controversie con la Reserve Bank of India, l'ufficio delle imposte sul reddito e i tribunali dei consumatori. In seguito a ciò, è stato utilizzato un "kill switch" per impedire alle autorità indiane di accedere alle prove. Il responsabile di Uber, Rob van der Woude, ha descritto il sistema in un'e-mail: "Quello che abbiamo fatto in India è stato far sì che il team cittadino fosse il più collaborativo possibile e che [Uber] BV si assumesse la responsabilità. Ad esempio, ogni volta che il team locale veniva chiamato a fornire informazioni, lo escludevamo dal sistema, rendendo praticamente impossibile per loro fornire informazioni nonostante la loro disponibilità a farlo. Allo stesso tempo, continuavamo a chiedere alle autorità di parlare con i rappresentanti di [Uber] BV". In un'altra mail, Allen Penn, responsabile di Uber per l'Asia, ha detto ai dipendenti: "In genere temporeggiamo, non siamo reattivi e spesso diciamo di no a ciò che vogliono. È così che operiamo ed è quasi sempre la soluzione migliore".  L' Indian Express ha anche scoperto che nella maggior parte dei taxi Uber, le misure di sicurezza imposte dal governo di Delhi, come il pulsante antipanico, non erano presenti o non funzionavano. 

### Sicurezza dei dipendenti
In uno scambio di battute, Kalanick avrebbe affermato che inviare autisti Uber a una protesta in Francia "ne valeva la pena", nonostante il rischio di violenza da parte di tassisti infuriati. Avvertito che "teppisti di estrema destra" si erano infiltrati nella protesta e stavano "cercando di combattere", avrebbe affermato che "la violenza garantisce il successo". 
Il Washington Post ha riportato che i documenti, insieme alle interviste con gli autisti Uber, hanno dimostrato che Uber ha consapevolmente creato condizioni di lavoro che hanno portato i suoi autisti a malapena a sopravvivere, e ha creato un sistema che premiava gli autisti per aver scelto percorsi e orari che li mettevano a rischio di danni in aree afflitte dalla violenza. 

## Reazioni
Jill Hazelbaker, vicepresidente senior per gli affari pubblici di Uber, ha rilasciato una dichiarazione: "Non abbiamo cercato e non cercheremo scuse per comportamenti passati che chiaramente non sono in linea con i nostri valori attuali. Chiediamo invece al pubblico di giudicarci in base a ciò che abbiamo fatto negli ultimi cinque anni e a ciò che faremo negli anni a venire". Il portavoce di Travis Kalanick ha affermato che Kalanick "non ha mai autorizzato azioni o programmi che avrebbero ostacolato la giustizia in alcun Paese" e che "non ha mai suggerito che Uber dovesse trarre vantaggio dalla violenza a scapito della sicurezza degli autisti". 
Interrogato da un giornalista di Le Monde sui suoi incontri con i dirigenti di Uber tra il 2014 e il 2016, Macron ha dichiarato di essere "orgoglioso" di aver sostenuto l'azienda e che lo avrebbe "rifatto domani e dopodomani".  I politici dell'opposizione francese di tutto lo spettro politico, così come il leader del sindacato CGT, hanno chiesto un'inchiesta parlamentare sui legami di Macron con Uber. Fabien Roussel del Partito Comunista Francese ha descritto le rivelazioni come "devastanti" e "contro tutte le nostre regole, tutte le nostre leggi sociali e contro i diritti dei lavoratori". 
La Confederazione europea dei sindacati ha chiesto la sospensione dei pass di accesso parlamentari per il personale Uber, sostenendo che Uber stava "facendo pressioni per cercare di annacquare la legislazione dell'UE sui diritti dei lavoratori delle piattaforme". 
L'agenzia di stampa italiana Agenzia Nazionale Stampa Associata (ANSA) ha riferito che i tassisti in tutta Italia hanno fermato i loro veicoli per protestare contro le rivelazioni del 12 luglio. 

## Riferimenti
1. 1 2  (EN)  https://www.theguardian.com/news/2022/jul/11/uber-files-whistleblower-lobbyist-mark-macgann.
2. ↑   The Guardian,  https://www.theguardian.com/news/2022/jul/11/uber-offered-shares-to-media-barons-for-political-help-leak-reveals.
3. ↑  (EN) Stylianou, Uber Files: Greyballing, kill switches, lobbying - Uber's dark tricks revealed, su BBC News. URL consultato il 13 luglio 2022.
4. 1 2  (EN) Davies, Uber used Greyball fake app to evade police across Europe, leak reveals, su The Guardian, 12 luglio 2022. URL consultato il 13 luglio 2022.
5. ↑   The Washington Post,  https://www.washingtonpost.com/business/2022/07/11/uber-driver-south-africa-attacks/.
6. ↑   The Guardian,  https://www.theguardian.com/news/2022/jul/12/emmanuel-macron-proud-of-supporting-ubers-lobbying-drive-in-france.
7. ↑   The Guardian,  https://www.theguardian.com/news/2022/jul/11/uber-files-france-calls-for-inquiry-into-emmanuel-macron-links-to-lobbying.
8. 1 2   The Guardian,  https://www.theguardian.com/news/2022/jul/12/eu-urged-investigate-ex-politician-uber-links-rein-in-tech-lobbyists.

## Link esterni
Template:UberUber Files